# Herb obwodu odeskiego

Herb obwodu odeskiego

Herb obwodu odeskiego przedstawia na tarczy z czerwonym skrajem w polu błękitnym srebrną kotwicę morską o czterech hakach. W czerwonym skraju 6 złotych kotwic, u czoła trzy złote kłosy zboża, u podstawy złote winne grono.
Tarcza otoczona jest wieńcem z kłosów zboża przeplecionych winnym gronem.
Herb przyjęty został 2 lutego 2002 roku.
Kotwica w herbie nawiązuje do herbu Odessy, stolicy obwodu. Kotwice w skraju symbolizują porty i marynarkę wojenną.
Kłosy zboża symbolizują północną (stepową) część obwodu i nawiązują do starego herbu miasta Bałta. Winne grono symbolizuje południową część obwodu (Nizina Czarnomorska) i pochodzi z herbu Białogrodu nad Dniestrem (dawny Akerman).